# Classe Regina Elena
A Classe Regina Elena foi uma classe de couraçados pré-dreadnought operados pela Marinha Real Italiana, composta pelo Regina Elena, Vittorio Emanuele, Napoli e Roma. Suas construções começaram nos primeiros anos do século XX nos estaleiros de Castellammare di Stabia e La Spezia; os batimentos das quilhas do Regina Elena e Vittorio Emanuele ocorreram em 1901, enquanto as obras do Roma e Napoli seguiram-se dois anos depois. Foram os últimos pré-dreadnought construídos para a Itália, tendo sido seguidos em 1910 pelo dreadnought Dante Alighieri.
Os couraçados da Classe Regina Elena eram armados com uma bateria principal formada por dois canhões de 305 milímetros montados em duas torres de artilharia únicas. Tinham um comprimento de fora a fora de 144 metros, uma boca de 22 metros, um calado de oito metros e um deslocamento carregado de catorze mil toneladas. Seu sistema de propulsão era de dois motores de tripla-expansão que conseguiam alcançar uma velocidade máxima de 22 nós. Os navios eram protegidos por um cinturão principal de blindagem que tinha entre 102 e 250 milímetros de espessura.
Todos os quatro couraçados foram designados para a mesma esquadra e participaram de exercícios e cruzeiros de rotina em tempos de paz. Eles lutaram Guerra Ítalo-Turca contra o Império Otomano entre 1911 e 1912, frequentemente proporcionando apoio para as forças terrestres italianas durante campanhas no Norte da África e em diversas ilhas no Mar Mediterrâneo. Também participaram da Primeira Guerra Mundial, porém não entraram em combate devido a políticas cautelosas adotadas pela Marinha Real. Foram tirados do serviço entre 1923 e 1926 e desmontados.

## Desenvolvimento
O engenheiro Vittorio Cuniberti começou a trabalhar a partir de 1899 em um navio de guerra com um armamento uniforme de canhões de 203 milímetros, cinturão de blindagem com 152 milímetros de espessura, capaz de alcançar uma velocidade máxima de 22 nós (41 quilômetros por hora) e com um deslocamento de 8,1 mil toneladas. Isto foi a origem de projetos posteriores de Cuniberti que inspirariam o HMS Dreadnought da Marinha Real Britânica. Entretanto, seu navio de 1899 não foi aceito pela Marinha Real Italiana, assim ele voltou sua atenção para um novo projeto de couraçado de 13,2 mil toneladas que fosse mais veloz que contemporâneos britânicos e franceses e mais poderoso que cruzadores blindados de ambas as marinhas. Isto resultou em uma versão modificada de um projeto anterior. As primeiras duas embarcações foram encomendadas no ano fiscal de 1901, enquanto as duas últimas foram autorizadas no ano seguinte.

## Projeto

### Características

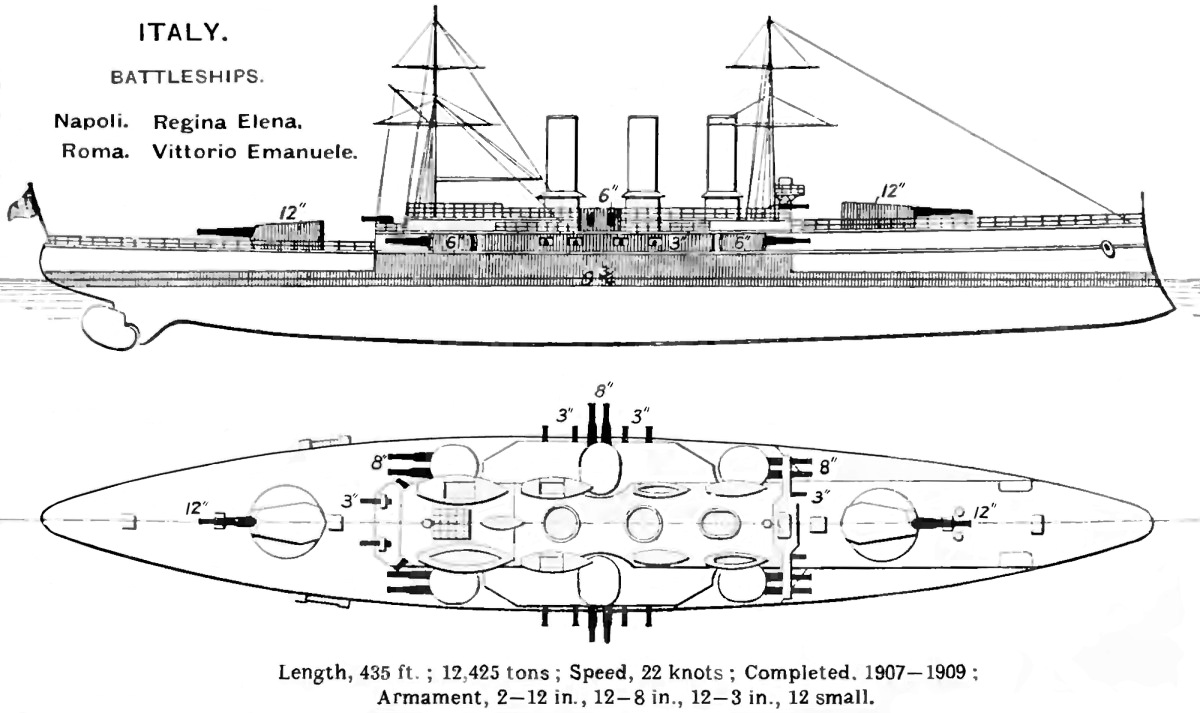
Desenho da Classe Regina Elena

Os navios da Classe Regina Elena tinham 132,6 metros de comprimento da linha de flutuação e 144,6 metros de comprimento de fora a fora. Tinham uma boca de 22,4 metros e um calado de 7,91 a 8,58 metros. O deslocamento normal era de 12 751 a 12 861 toneladas e o deslocamento carregado de 13 992 a 14 137 toneladas. As tripulações tinha de 742 a 764 oficiais e marinheiros. Os navios foram inicialmente equipados com dois mastros, porém os mastros de traquete do Regina Elena e Napoli foram removidos mais adiante em suas carreiras. Os navios tinham uma proa ligeiramente invertida e um castelo de proa cumprido que iam além do mastro principal.
O sistema de propulsão tinha dois motores verticais de tripla-expansão com quatro cilindros, cada um girando uma hélice. O vapor necessário era produzido por 28 caldeiras a carvão dividas em três salas; as caldeiras dos dois primeiros navios eram do modelo  Belleville, já dos últimos dois eram do modelo Babcock & Wilcox. O sistema tinha uma potência indicada de 19 571 a 22 279 cavalos-vapor (14 391 a 16 382 quilowatts) para uma velocidade máxima de mais de vinte nós (37 quilômetros por hora), com o Napoli tendo sido o mais rápido da classe ao alcançar 22,15 nós (41,02 quilômetros por hora) durante seus testes marítimos. A autonomia era de aproximadamente dez mil milhas náuticas (dezenove mil quilômetros) a dez nós (dezenove quilômetros por hora). Eram os couraçados mais rápidos do mundo ao serem finalizados, até mais do que o Dreadnought.
Os couraçados eram protegidos por uma blindagem de aço cimentado Krupp fabricado em Terni. O cinturão principal tinha 250 milímetros de espessura à meia-nau, mas reduzia para para 152 milímetros na área das torres de artilharia principais e para 102 milímetros na proa e na popa. O convés tinha 38 milímetros de espessura. A torre de comando era protegida por laterais de 254 milímetros. As torres de artilharia principais tinham laterais de 203 milímetros, já as secundárias tinham 152 milímetros.

### Armamento

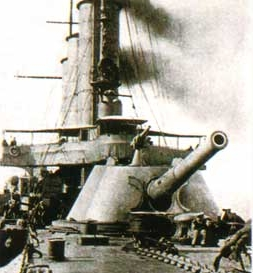
A torre de artilharia de vante do Vittorio Emanuele

O armamento principal da Classe Regina Elena consistia em dois canhões calibre 40 de 305 milímetros montados em duas torres de artilharia únicas, uma à vante e outra à ré da superestrutura, permitindo arcos de disparo de quase trezentos graus. Energia elétrica foi usada para girar as torres, elevar os canhões e lidar com o manuseio de munição. Os canhões podiam elevar até vinte graus e abaixar até cinco graus negativos. Disparavam projéteis perfurantes de 417 quilogramas a uma velocidade de saída de 780 metros por segundo para um alcance de vinte quilômetros em elevação máxima. A cadência de tiro era de um disparo por minuto. O sistema de controle de disparo tinha telêmetros Barr & Stroud instalados na torre de comando. Os depósitos de munição foram equipados com sistemas de refrigeração a fim de minimizar os riscos de explosões acidentais.
Sua bateria principal era menos poderosa do que outros pré-dreadnoughts contemporâneos, que normalmente eram armados com o dobro de canhões. Isto foi criticado por alguns observadores, mas Philip Alger comentou que "deve-se ter em mente que dois canhões em uma torre não atiram duas vezes melhor do que um único canhão", e que dado a limitação de deslocamento "foi a escolha mais sábia que poderia ter sido feita".
As embarcações também tinha uma bateria secundária com doze canhões calibre 45 de 203 milímetros em seis torres de artilharia duplas à meia-nau, com estas também sendo elétricas. As torres secundárias centrais ficavam um convés acima das demais para que pudessem atirar diretamente à vante ou à ré. Defesa à curta distância contra barcos torpedeiros era proporcionada por canhões calibre 40 de 76 milímetros, dezesseis para o Regina Elena e Vittorio Emanuele e 24 para o Napoli e Roma. Todos os quatro foram equipados com dois tubos de torpedo de 450 milímetros abaixo da linha de flutuação.

## Navios
| Navio             | Construtor                                | Batimento              | Lançamento             | Finalização            | Destino             |
| ----------------- | ----------------------------------------- | ---------------------- | ---------------------- | ---------------------- | ------------------- |
| Regina Elena      | Arsenal de La Spezia                      | 27 de março de 1901    | 19 de junho de 1904    | 11 de setembro de 1907 | Desmontados em 1923 |
| Vittorio Emanuele | Estaleiro Real de Castellammare di Stabia | 18 de setembro de 1901 | 12 de outubro de 1904  | 1º de agosto de 1908   | Desmontados em 1923 |
| Napoli            | Estaleiro Real de Castellammare di Stabia | 21 de outubro de 1903  | 10 de setembro de 1905 | 1º de setembro de 1908 | Desmontado em 1926  |
| Roma              | Arsenal de La Spezia                      | 10 de setembro de 1903 | 21 de abril de 1907    | 17 de dezembro de 1908 | Desmontado em 1927  |

## Carreiras

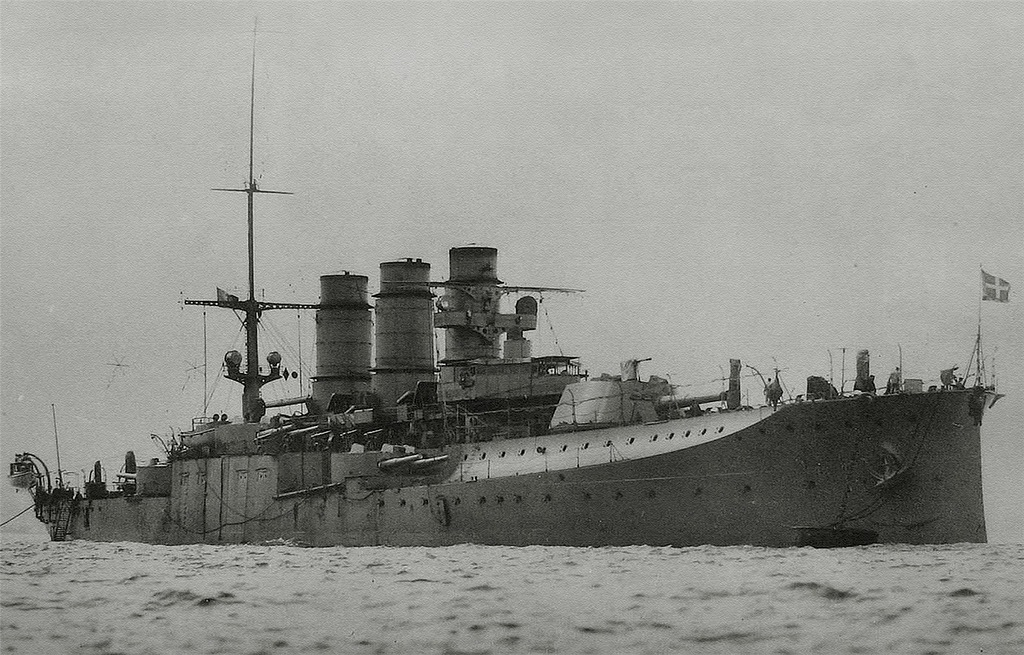
O Roma em 1915

Os navios serviram na esquadra ativa da frota até 1911 e participaram das rotinas normais de treinamentos em tempos de paz. A Itália declarou guerra contra o Império Otomano em 29 de setembro de 1911, iniciando a Guerra Ítalo-Turca. Os couraçados atuaram no conflito na 1ª Divisão da 1ª Esquadra. Participaram de operações no litoral do Norte da África no decorrer dos primeiros meses, incluindo a escolta de um exército enviado para conquistar Cirenaica. Mais adiante participaram da conquista de Rodes e do Dodecaneso.
A Primeira Guerra Mundial começou em 1914 e a Itália inicialmente se manteve neutra, mas foi convencida em 1915 a entrar na guerra contra a Áustria-Hungria e Alemanha. Tanto italianos quanto austro-húngaros empregaram uma estratégia naval cautelosa nas águas confinadas do Mar Adriático, assim os quatro membros da Classe Regina Elena nunca entraram em combate. Eles passaram toda a duração do conflito rotacionando entre as bases de Tarento, Brindisi e Valona. Todos os quatro estavam entre os couraçados que a Itália recebeu permissão de manter sob os termos do Tratado Naval de Washington de 1922, mas eles permaneceram na frota por apenas alguns anos, sendo removidos do registro naval entre fevereiro de 1923 e setembro de 1926 e desmontados.

### Citações
1. ↑  Fraccaroli 1979, pp. 336, 344.
2. ↑  Hore 2006, p. 81.
3. 1 2 3 4 5 6 7 8 9 10 11  Fraccaroli 1979, p. 344.
4. 1 2  Alger 1908, p. 345.
5. 1 2 3  Alger 1908, p. 344.
6. ↑   «Italy 12"/40 (30.5 cm)». NavWeaps. Consultado em 22 de maio de 2024
7. ↑  Alger 1908, pp. 345–346.
8. ↑  Brassey 1911, p. 56.
9. ↑  Beehler 1913, pp. 6, 9, 27–29, 74–76.
10. ↑  Halpern 1995, pp. 140–142.
11. ↑  Halpern 2004, p. 20.
12. ↑   "Conferência Sobre a Limitação de Armamento Naval" (1922). Artigo XX, Capítulo II, Parte 1.